# 邵阳市广播电视台
邵陽廣播電視台為中華人民共和國湖南省邵陽市的一家廣播電視播出機構，是中共邵陽市委、邵陽市人民政府直屬的正處級事業單位，廣播服務開始提供於1960年5月1日。電視服務開始提供於1986年7月8日。

## 历史沿革
1986年7月8日，邵阳电视台开始筹备建立，在邵阳市广电局办公，并由邵阳市府拨款支持。同年8月6日，邵阳市电视台试验播出自己制作的新闻节目《邵阳新闻》。1987年，因录制编辑设备完善，邵阳电视台开始正式播出，当时该台也与中国中央电视台共用一个频道。1988年6月，邵阳市广电局办公楼顶层建造了1座卫星地面接收站，邵阳台转入第3頻道播放，不再与央视共用频道:212。为提高電視台在市域內的訊號覆蓋率，邵阳市府又在新邵、邵阳、邵东、隆回四县各建立了电视差转台:541。2011年12月5日，邵阳市广播电视局、邵阳电视台、邵阳人民广播电台三社合并，组建邵阳市广播电视台。

## 旗下資產

### 電視服務
| 頻道名稱     | 语言 | 广播格式                       | 啟播日期     | 频道前身                             | 備註                                                   |
| 新闻综合频道 | 汉语 | SDTV 576i 16:9 HDTV 1080i 16:9 | 1986年8月6日 | 邵阳电视台                           | 邵阳市第一条电视频道，现时以新闻、时事、专题类节目为主 |
| 文旅民生频道 | 汉语 | SDTV 576i 16:9 HDTV 1080i 16:9 |              | 邵阳有线电视台 公共民生频道 公共频道 | 原為政策性電視頻道，2024年轉型為文旅民生頻道           |

### 广播服务
| 频道名称（广播）     | 频率        | 啟播日期 | 参考        |
| -------------------- | ----------- | -------- | ----------- |
| 综合广播（交通广播） | FM 95.4 MHz |          | [ 4 ] [ 7 ] |
| 经济广播             | FM 99.6 MHz |          | [ 4 ] [ 8 ] |

## 引用
1. ↑  湖南省地方志编纂委员会. . 湖南省长沙市: 湖南人民出版社. 1997年. ISBN 7543814064.
2. ↑  邵阳地方志编纂委员会 编. . 中国湖南省: 湖南人民出版社. 1997年. ISBN 9787543815667. OCLC 867307491.
3. ↑  . 邵阳市人民政府. 2019-06-20  [2024-03-14]. （原始内容存档于2024-03-14）.
4. 1 2 3  . 中华人民共和国国家广电总局. 2014-01-16  [2024-02-27]. （原始内容存档于2024-02-05）.
5. ↑  国家广电智库.  (PDF). 《广电行业综合信息》 (中国北京: 中国广播电视设备工业协会). 2023-01-03, (12): 20–21  [2024-04-26]. （原始内容存档 (PDF)于2024-03-26）.
6. ↑  . 中国国家广播电视总局. 2024-07-17  [2024-09-02]. （原始内容存档于2024-09-02）.
7. ↑  刘斌杰. . 邵阳新闻网. 2023-11-01  [2024-03-14]. （原始内容存档于2024-03-14）.
8. ↑  . 邵阳城市报 (2309) (中国湖南省). 2020-08-14: 05  [2024-03-14]. （原始内容存档于2024-03-14）.